# Забитюжье
Забитю́жье — деревня Талицкого сельсовета Добринского района Липецкой области.

## Название
Название — по местоположению за р. Битюгом относительно центра сельского Совета — с. Талицкого Чемлыка.

## История
По переписи 1926 года посёлок Забитюжье состоял из 36 дворов. К 1997 году в деревне осталось 5 домохозяйств.

## Население
| 1926 | 1932 | 1997 | 2010 |
| ---- | ---- | ---- | ---- |
| 183  | ↗220 | ↘25  | ↘1   |